# 偏心因子
偏心因子（へんしんいんし、英: Acentric Factor、ω）は、1955年にケネス・ピッツァーによって導入された概念的な数値であり、流体の特性を記述する上で有用であることが証明されている。偏心因子は、単一成分および純粋成分の相挙動の標準指標となっており、分子量、臨界温度、臨界圧力、臨界体積などの他の状態記述パラメータとともに用いられる。また、偏心因子は分子の非球面性（中心性）の尺度とも言われる。
ピッツァーは、以下の関係式を用いてωを定義した。
{\displaystyle \omega =-\log _{10}(p_{\text{r}}^{\text{sat}})-1{\text{ at }}T_{\text{r}}=0.7}
ここで、{\displaystyle p_{\text{r}}^{\text{sat}}=p^{\text{sat}}/p_{c}}は減少飽和蒸気圧、{\displaystyle T_{\text{r}}=T/T_{c}}は減少温度である。
ピッツァーは、さまざまな純物質の蒸気圧曲線を研究する中で、この因子を導出した。熱力学的に見ると、純物質の蒸気圧曲線はクラウジウス・クラペイロンの式を用いて数学的に記述される。
式の積分形は、蒸気圧データを数学的に求めるために主に使用される。この式は、蒸気圧の対数と絶対温度の逆数の関係がほぼ線形であることを示している。
また、偏心因子が大きくなるほど、蒸気圧曲線が下方向に引っ張られ、沸点が上昇する傾向がある。多くの単原子流体については、以下のようになる。
多くの単原子流体では、{\displaystyle T_{\text{r}}=0.7}において{\displaystyle p_{\text{r}}^{\text{sat}}\approx 0.1}となり、これにより{\displaystyle \omega \to 0}となる。また、{\displaystyle T_{\text{r}}=0.7}は、通常の大気圧下での沸点よりも高い温度域に位置することが多い。
ωの値は、正確な実験的蒸気圧データから決定可能である。第18族元素（アルゴン、クリプトン、キセノン）では、ωは0に近い。また、ほぼ球状の分子（メタンなど）でも、ωは0に近い値を示す。ω ≤ −1の値は、臨界圧力を超える蒸気圧を示すため、物理的には意味を持たない。
いくつかの状態方程式では、偏心因子を理論的に予測することが可能である。例えば、ファンデルワールスの状態方程式を適用すると、偏心因子は−0.302024となる。これは、理想化された超球形分子の小さな値を示している。

## 一般的な気体の値
| 分子       | 偏心因子 |
| ---------- | -------- |
| アセトン   | −0.304   |
| アセチレン | −0.187   |
| アンモニア | −0.253   |
| アルゴン   | −0.000   |
| 二酸化炭素 | −0.228   |
| デカン     | −0.484   |
| エタノール | −0.644   |
| ヘリウム   | −0.390   |
| 水素       | −0.220   |
| クリプトン | −0.000   |
| メタノール | −0.556   |
| ネオン     | −0.000   |
| 窒素       | −0.040   |
| 亜酸化窒素 | −0.142   |
| 酸素       | −0.022   |
| キセノン   | −0.000   |